# Série de championnat de la Ligue nationale de baseball 2020
La Série de championnat de la Ligue nationale de baseball 2020 est la 51e série finale de la Ligue nationale de baseball, dont l'issue détermine le représentant de cette ligue à la Série mondiale 2020, la grande finale des Ligues majeures de baseball.
Cette série au meilleur de sept parties est jouée du lundi 12 octobre au dimanche 18 octobre 2020. Les Dodgers de Los Angeles l'emportent quatre victoires à trois sur les Braves d'Atlanta pour décrocher leur troisième titre de la Ligue nationale en quatre ans et accéder à la Série mondiale. 
Corey Seager des Dodgers de Los Angeles est le joueur par excellence de la Série mondiale.

## Contexte
En raison de la pandémie de Covid-19, la saison régulière de la Ligue majeure de baseball commence avec quatre mois de retard en 2020 et le calendrier est limité à 60 matchs par équipe, au lieu des 162 habituels.
Le format des séries éliminatoires est modifié pour s'ajuster à ce contexte particulier. On augmente à 16, plutôt que 10, le nombre de clubs qualifiés pour les éliminatoires, c'est-à-dire 8 équipes de la Ligue nationale et 8 de la Ligue américaine. Un premier tour éliminatoire, appelé Séries de meilleurs deuxièmes, précède les habituelles Séries de divisions qui mènent à la Série de championnat. Les deux clubs qui sortent victorieux de leur Série de division en 2020 s'affrontent en Série de championnat.

## Ville hôtesse et avantage du terrain
Pour la première fois de l'histoire, les séries éliminatoires du baseball majeur sont jouées en terrain neutre, dans des lieux déterminés au préalable, sans égard à l'identité des clubs qualifiés. Ainsi, la Série de championnat de la Ligue nationale se joue en 2020 dans le stade d'une équipe de la Ligue américaine : le Globe Life Field d'Arlington, domicile des Rangers du Texas.
Durant toute la saison de baseball 2020, les stades n'ont accueilli aucun spectateur, pour des raisons de santé publique liées au coronavirus. Pour cette Série de championnat, il est prévu qu'environ 11 500 spectateurs soient admis en personne, ce qui représente environ 28 % de la capacité du Globe Life Field, capables d'accueillir 40 518 personnes.
Pour cette série, l'avantage du terrain signifie essentiellement que le club « hôte » aura l'avantage de commencer la première manche en défensive et d'avoir son tour au bâton en deuxième. Il est déterminé par le classement des têtes de série pour ces séries éliminatoires.
Il est aussi prévu que tous les matchs de la série, entre quatre et sept rencontres selon les résultats, soient joués consécutivement, sans jour de repos. Cela pose aux équipes quelques défis supplémentaires en matière de stratégie, notamment la gestion des lanceurs faisant partie de l'effectif. En contrepartie, le concept nouveau de ville hôtesse évite aux joueurs les habituels déplacements en avion, parfois longs, entre deux villes.

## Équipes en présence
L'identité des équipes qui s'affrontent en Série de championnat est déterminée par l'issue des Séries de divisions de la Ligue nationale 2020, qui ont lieu quelques jours auparavant.

## Déroulement de la série

### Calendrier des rencontres
| Match | Date       | Visiteur               | Hôte                   | Score |
| ----- | ---------- | ---------------------- | ---------------------- | ----- |
| 1     | 12 octobre | Braves d'Atlanta       | Dodgers de Los Angeles | 5-1   |
| 2     | 13 octobre | Braves d'Atlanta       | Dodgers de Los Angeles | 8-7   |
| 3     | 14 octobre | Dodgers de Los Angeles | Braves d'Atlanta       | 15-3  |
| 4     | 15 octobre | Dodgers de Los Angeles | Braves d'Atlanta       | 2-10  |
| 5     | 16 octobre | Dodgers de Los Angeles | Braves d'Atlanta       | 7-3   |
| 6     | 17 octobre | Braves d'Atlanta       | Dodgers de Los Angeles | 1-3   |
| 7     | 18 octobre | Braves d'Atlanta       | Dodgers de Los Angeles | 3-4   |

### Match 1
Lundi 12 octobre 2020 au Globe Life Field, Arlington, Texas.
| Braves d'Atlanta | 1 | 0 | 0 | 0 | 0 | 0 | 0 | 0 | 4 | 5 | 8 | 0 |
| Dodgers de Los Angeles | 0 | 0 | 0 | 0 | 1 | 0 | 0 | 0 | 0 | 1 | 4 | 0 |
| Lanceurs partants : ATL : Max Fried LAD : Walker Buehler Vic. : Will Smith (1-0) Déf. : Blake Treinen (0-1) HRs : ATL : Freddie Freeman (1), Austin Riley (1), Ozzie Albies (1) LAD : Kiké Hernández (1) |   |   |   |   |   |   |   |   |   |   |   |   |

### Match 2
Mardi 13 octobre 2020 au Globe Life Field, Arlington, Texas.
| Braves d'Atlanta | 0 | 0 | 0 | 2 | 4 | 0 | 1 | 0 | 1 | 8 | 10 | 1 |
| Dodgers de Los Angeles | 0 | 0 | 0 | 0 | 0 | 0 | 3 | 0 | 4 | 7 | 10 | 0 |
| Lanceurs partants : ATL : Ian Anderson LAD : Tony Gonsolin Vic. : Tyler Matzek (1-0) Déf. : Tony Gonsolin (0-1) Sauv. : Mark Melancon (1) HRs : ATL : Freddie Freeman (2), Ozzie Albies (2) LAD : Corey Seager (1), Max Muncy (1) |   |   |   |   |   |   |   |   |   |   |    |   |

### Match 3
Mercredi 14 octobre 2020 au Globe Life Field, Arlington, Texas.
| Dodgers de Los Angeles | 11 | 1 | 3 | 0 | 0 | 0 | 0 | 0 | 0 | 15 | 16 | 0 |
| Braves d'Atlanta | 0  | 0 | 1 | 0 | 0 | 0 | 0 | 0 | 2 | 3  | 7  | 0 |
| Lanceurs partants : LAD : Julio Urías ATL : Kyle Wright Vic. : Julio Urías (1-0) Déf. : Kyle Wright (0-1) HRs : LAD : Joc Pederson (1), Edwin Ríos (1), Max Muncy (2), Cody Bellinger (1), Corey Seager (2) ATL : Cristian Pache (1) |    |   |   |   |   |   |   |   |   |    |    |   |

### Match 4
Jeudi 15 octobre 2020 au Globe Life Field, Arlington, Texas.
| Dodgers de Los Angeles | 0 | 0 | 1 | 0 | 0 | 0 | 1 | 0 | 0 | 2  | 3  | 2 |
| Braves d'Atlanta | 0 | 0 | 0 | 1 | 0 | 6 | 1 | 2 | X | 10 | 14 | 0 |
| Lanceurs partants : LAD : Clayton Kershaw ATL : Bryse Wilson Vic. : Bryse Wilson (1-0) Déf. : Clayton Kershaw (0-1) HRs : LAD : Edwin Ríos (2) ATL : Marcell Ozuna (1, 2) |   |   |   |   |   |   |   |   |   |    |    |   |

### Match 5
Vendredi 16 octobre 2020 au Globe Life Field, Arlington, Texas.
| Dodgers de Los Angeles | 0 | 0 | 0 | 1 | 0 | 3 | 3 | 0 | 0 | 7 | 9 | 0 |
| Braves d'Atlanta | 1 | 1 | 0 | 0 | 0 | 0 | 0 | 1 | 0 | 3 | 7 | 0 |
| Lanceurs partants : LAD : Dustin May ATL : A. J. Minter Vic. : Blake Treinen (1-1) Déf. : Will Smith (1-1) HRs : LAD : Corey Seager (3, 4), Will Smith (1) |   |   |   |   |   |   |   |   |   |   |   |   |

### Match 6
Samedi 17 octobre 2020 au Globe Life Field, Arlington, Texas.
| Braves d'Atlanta | 0 | 0 | 0 | 0 | 0 | 0 | 1 | 0 | 0 | 1 | 9 | 0 |
| Dodgers de Los Angeles | 3 | 0 | 0 | 0 | 0 | 0 | 0 | 0 | X | 3 | 9 | 1 |
| Lanceurs partants : ATL : Max Fried LAD : Walker Buehler Vic. : Walker Buehler (1-0) Déf. : Max Fried (0-1) Sauv. : Kenley Jansen (1) HRs: LAD : Corey Seager (5), Trea Turner (1) |   |   |   |   |   |   |   |   |   |   |   |   |

### Match 7
Dimanche 18 octobre 2020 au Globe Life Field, Arlington, Texas.
| Braves d'Atlanta | 1 | 1 | 0 | 1 | 0 | 0 | 0 | 0 | 0 | 3 | 3  | 0 |
| Dodgers de Los Angeles | 0 | 0 | 2 | 0 | 0 | 1 | 1 | 0 | X | 4 | 10 | 0 |
| Lanceurs partants : ATL : Ian Anderson LAD : Dustin May Vic. : Julio Urías (2-0) Déf. : Chris Martin (0-1) HRs : ATL : Dansby Swanson (1) LAD : Kiké Hernández (2), Cody Bellinger (2) |   |   |   |   |   |   |   |   |   |   |    |   |

Cody Bellinger frappe en 7e manche le coup de circuit qui place les Dodgers en avant, 4-3, le score par lequel ils remportent le match. Bellinger avait aussi frappé le circuit qui avait placé Los Angeles définitivement en avance lors du 7e match de la Série de championnat 2018 contre Milwaukee. Il devient le seul joueur à cogner deux circuits plaçant son club en avance dans deux 7e matchs éliminatoires différents après Yogi Berra en 1956 et 1960.
Dustin May est le lanceur partant des Dodgers, deux jours après avoir lancé les deux premières manches du 5e match de la série. Il lance une seule manche dans ce 7e match et devient le premier lanceur en 73 ans à commencer deux matchs éliminatoires avec un seul jour de repos, et le 4e après Dizzy Dean en 1934, Bobo Newsom en 1940 et Spec Shea en 1947, qui avaient tous au moins lancés 8 manches. Ian Anderson est le partant des Braves; avec May et Anderson, c'est la première fois de l'histoire que deux lanceurs partants recrues commencent un match où les deux clubs font face à l'élimination.

## Joueur par excellence
Corey Seager, l'arrêt-court des Dodgers de Los Angeles, est nommé joueur par excellence de la Série de championnat de 2020. Il établit un nouveau record des Séries de championnat de la Ligue nationale avec 5 circuits et 11 points produits.